# 阿伊特斯馬伊勒
36°44′N 4°51′E / 36.733°N 4.850°E
阿伊特斯馬伊勒（阿拉伯语：‎），是阿爾及利亞的城鎮，位於該國北部貝賈亞省，由達爾吉納區負責管轄，面積27平方公里，2008年人口11,783，人口密度每平方公里435人。